# Opiate
Opiate è il primo EP del gruppo musicale statunitense Tool, pubblicato il 10 marzo 1992 dalla Zoo Entertainment.

## Descrizione
Il disco contiene quattro brani registrati in studio e due tratti da un concerto svoltosi a Hollywood nella notte di San Silvestro. La title track, inoltre, contiene una traccia fantasma intitolata The Gaping Lotus Experience.
Il 26 marzo 2013 l'EP è stato ripubblicato in una nuova edizione limitata a 5000 copie. Il 1º marzo 2021 il gruppo ha pubblicato una nuova versione del brano omonimo per il download digitale, rendendo disponibile il relativo video musicale il 18 dello stesso mese.

## Tracce
Testi e musiche dei Tool.
1. Sweat – 3:47
2. Hush – 2:48
3. Part of Me – 3:17
4. Cold and Ugly (Live) – 4:10
5. Jerk-Off (Live) – 4:22
6. Opiate – 8:28 – contiene la traccia fantasma The Gaping Lotus Experience

## Formazione
Gruppo
- Maynard James Keenan – voce
- Adam Jones – chitarra
- Paul D'Amour – basso
- Danny Carey – batteria

Produzione
- Sylvia Massi – produzione, ingegneria del suono, missaggio
- Steve Hansgen – produzione
- Tool – produzione
- Jeff Sheehan – assistenza tecnica
- John Jackson – assistenza al missaggio
- Eddy Schreyer – mastering

## Classifiche
| Classifica (2019)       | Posizione massima |
| ----------------------- | ----------------- |
| Australia               | 43                |
| Canada                  | 85                |
| Stati Uniti             | 59                |
| Stati Uniti (hard rock) | 9                 |
| Stati Uniti (rock)      | 12                |
| Svizzera                | 87                |